# Eigen (Oberlausitz)

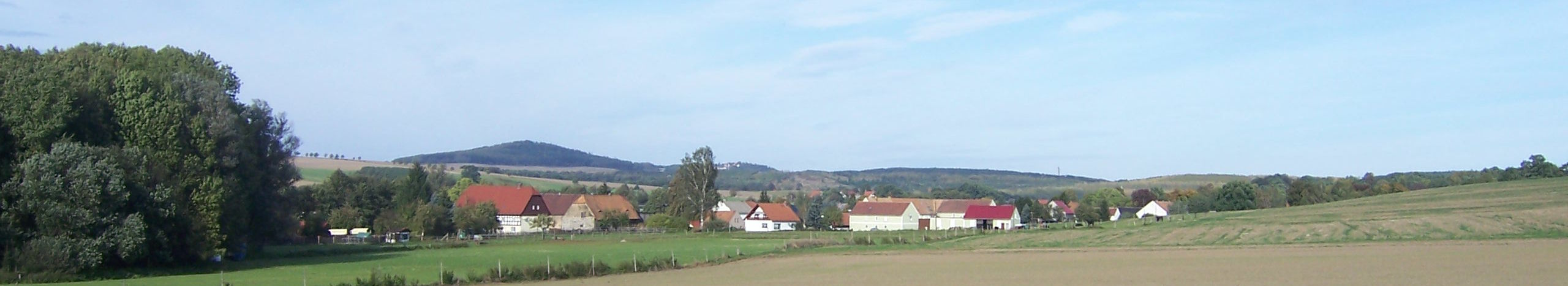
Landschaft um Schönau auf dem Eigen

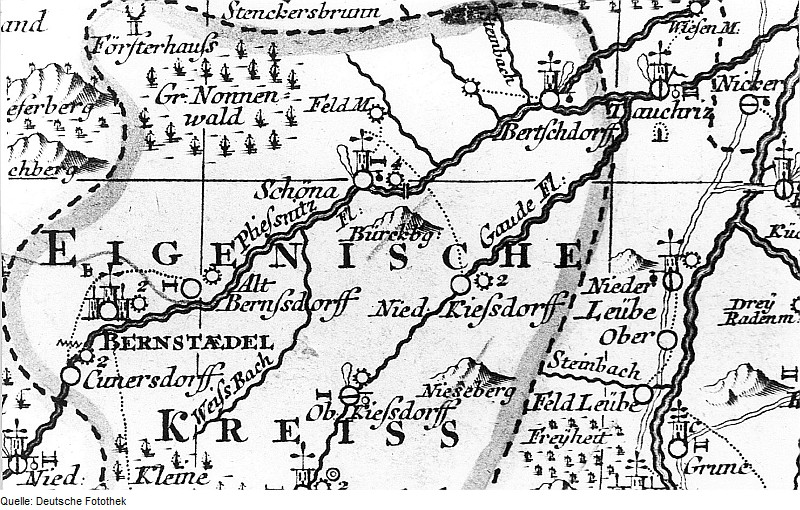
Ausschnitt aus Peter Schenks Oberlausitzkarte (1759): Nördlicher Teil des Eigenschen Kreises

Der Eigen oder Eigensche Kreis ist ein Gebiet in der südlichen Oberlausitz um die Stadt Bernstadt a. d. Eigen. Bernstadt war Hauptort des Eigenschen Kreises. Als Gründer von Bernstadt werden die Herren von Schönburg vermutet. Die Bezeichnung „ufm Eygen“ taucht erstmals 1315 auf, „Eigenscher Creyß“ ab 1601. Der Zusatz „auf dem Eigen“ macht deutlich, dass es sich hier nicht um ein Lehen handelt, sondern um Eigenbesitz (mittelhochdeutsch eigen: Eigentum, ererbtes Grundeigentum) des Zisterzienserinnenklosters St. Marienstern.
Um 1200 gelangte das Gebiet durch kaiserliche Schenkung an das Bistum Meißen. Die Bischöfe verkauften es um 1240 an das Haus Schönburg. Die Schönburger gaben diesen Besitz an die mit ihnen verschwägerten Herren von Kamenz weiter. Durch Stiftungen und Verkauf gelangte dieser Besitz der Schönburger und Kamenzer bis 1285 vollständig an das 1248 durch Bernhard III. von Kamenz, Bischof von Meißen, gegründete Zisterzienserinnenkloster St. Marienstern bei Kamenz.
Der „Eygen“ (1403) umfasste das Territorium zwischen dem Großen Nonnenwald im Norden, dem Kleinen Nonnenwald im Süden und dem Klosterwald im Osten, in dem sich die sieben Dörfer Altbernsdorf, Schönau, Berzdorf, Dittersbach, Kunnersdorf, Kiesdorf und Neundorf befanden, die heute alle den Namenszusatz „auf dem Eigen“ führen. Anfänglich gehörte auch Deutsch-Paulsdorf dazu, das aber im 14. Jahrhundert an die Herren von Gersdorf verkauft wurde. Aus dem klösterlichen Verwaltungsbezirk, dem Klostereigen, entwickelte sich schließlich die Bezeichnung Eigenscher Kreis. Bis zur Aufhebung der Grundherrschaften im Jahre 1852 unterstand der Eigen dem Kloster.
Alle Dörfer auf dem Eigen sind sogenannte Waldhufendörfer und tragen deutsche Namen, was auf eine planmäßige Besiedlung im Verlauf der Deutschen Ostsiedlung hinweist; trotzdem finden sich auch Anzeichen für eine bereits deutlich früher einsetzende sorbische Besiedlung. So weist das Zinsregister des Klosters St. Marienstern 1374 eine, für Waldhufendörfer untypische, sehr starke Differenzierung der bäuerlichen Abgaben auf. Diese können als Anzeichen einer bereits im 12. Jahrhundert erfolgten Besiedlung durch sorbische Bauern gedeutet werden. Die Bauernstellen mit den höchsten Abgaben können, zumal sie in den Dörfern fast ausschließlich im Dorfkern, zum Teil auch in der Nähe eines Burgwalls liegen, demnach eventuell als erste Besiedlungskerne gedeutet werden. An diese schlossen sich dann weitere sorbische und später deutsche Siedler an, die von den deutschen Grundherren mit immer günstigeren Abgabenverpflichtungen ausgestattet wurden. Die charakteristische Siedlungsform der Waldhufendörfer entstand dann in einem bis ins 19. Jahrhundert andauernden Prozess, in dem sukzessiv die Bauern ihre Höfe auf ihr jeweiliges Flurstück verlegten.
Die heutige Verwaltungsgemeinschaft Bernstadt/Schönau-Berzdorf entspricht annähernd dem Gebiet des Eigenschen Kreises. Der Ort Berzdorf musste in den 1980er Jahren dem Tagebau Berzdorf für das benachbarten Kraftwerk Hagenwerder weichen. An seiner Stelle liegt jetzt der Berzdorfer See.